# Верхотуровка
Верхотуровка — упразднённая деревня в Болотнинском районе Новосибирской области России. Входила в состав Баратаевского сельсовета. Исключена из учётных данных в 2025 году.

## География
Площадь деревни — 10 гектар

## История
Основана в 1907 г. В 1926 году посёлок Верхотуровский состоял из 65 хозяйств, основное население — русские. Центр Верхотуровского сельсовета Болотнинского района Томского округа Сибирского края.

## Население
| 2002 | 2007 | 2010 |
| ---- | ---- | ---- |
| 7    | ↘0   | →0   |

## Инфраструктура
В деревне по данным на 2007 год отсутствует социальная инфраструктура.